# Operación Barrio Inglés
Operación Barrio Inglés es una serie de televisión española de drama de época y espionaje creada por Gonzalo Crespo Gil, Pilar Crespo, Virginia Yagüe, Pablo Tobías, Manuel Ríos San Martín, Victoria dal Vera, Tatiana Rodriguez y José F. Ortuño para La 1, basada en una idea original de Alejandro Torres. Está protagonizada por Aria Bedmar, Peter Vives y Rubén Cortada y producida por Onza Entertainment y Emociona Media. Tuvo su estreno mundial en el Festival de Málaga el 3 de marzo de 2024, y se estrenó al público en La 1 el 10 de abril de 2024.

## Reparto

### Principal
- Aria Bedmar como Lucía Valbuena
- Peter Vives como Peter Smith
- Rubén Cortada como Francisco
- Yan Tual como Víctor
- Stefan Weinert como Schneider
- María Morales como Cinta
- Sue Flack como Miss Parker
- Marco Cáceres como Juan
- Craig Stevenson como Goodwill
- Almagro San Miguel como Toni
- Kimberley Tell como Agatha
- Beatriz Arjona como Amparo
- Silvia Hannemann como Hanna
- Fran Cantos como Oskar
- Kevin Brand como Kurt
- Aïda Ballmann como Miss Eva

con la colaboración especial de
- Paco Tous como José
- Juan Gea como Enrique

### Invitado
- Ángela Chica como Belén
- Clara Navarro como Rebeca
- Carla Nieto como Sylvia
- José Luis Rasero
- Colm Farry
- Jacob Stankley
- Txelu Aguinaga

### Próximas incorporaciones
- Frank Feys como Edward Johnson
- Chiqui Fernández como Rocío

## Episodios y audiencias
| Temporada | Temporada | Episodios | Estreno             | Final              | Audiencia media | Audiencia media | Audiencia media |
| Temporada | Temporada | Episodios | Estreno             | Final              | Espectadores    | Share           |                 |
| --------- | --------- | --------- | ------------------- | ------------------ | --------------- | --------------- | --------------- |
|           | 1         | 8         | 11 de abril de 2024 | 19 de mayo de 2024 | 347 000         | 4,3%            |                 |

## Capítulos
| N.º | Título                  | Dirigido por             | Escrito por                                                                   | Fecha de emisión original | Audiencia      |
| --- | ----------------------- | ------------------------ | ----------------------------------------------------------------------------- | ------------------------- | -------------- |
| 1   | «Victoria a toda costa» | Chiqui Carabante         | Manuel Ríos San Martín, Victoria dal Vera, Tatiana Mª Rodríguez y José Ortuño | 10 de abril de 2024       | 634 000 (5,8%) |
| 2   | «La sala de guerra»     | Chiqui Carabante         | Manuel Ríos San Martín, Victoria dal Vera y José Ortuño                       | 28 de abril de 2024       | 714 000 (5,3%) |
| 3   | «El agente libre»       | Chiqui Carabante         | Manuel Ríos San Martín, Victoria dal Vera y José Ortuño                       | 28 de abril de 2024       | 489 000 (4,9%) |
| 4   | «Infiltradas»           | Chiqui Carabante         | Manuel Ríos San Martín, Victoria dal Vera y José Ortuño                       | 5 de mayo de 2024         | 281 000 (3,6%) |
| 5   | «Sr. y Sra. Cooper»     | José Ramón Ayerra "Tapi" | Manuel Ríos San Martín y Victoria dal Vera                                    | 5 de mayo de 2024         | 128 000 (3,0%) |
| 6   | «¿De qué lado estás?»   | José Ramón Ayerra "Tapi" | Manuel Ríos San Martín y Victoria dal Vera                                    | 12 de mayo de 2024        | 161 000 (2,3%) |
| 7   | «Holocausto en Huelva»  | José Ramón Ayerra "Tapi" | José Ortuño                                                                   | 19 de mayo de 2024        | 245 000 (4,7%) |
| 8   | «El intercambio»        | José Ramón Ayerra "Tapi" | Manuel Ríos San Martín, Victoria dal Vera y José Ortuño                       | 19 de mayo de 2024        | 121 000 (4,5%) |

## Producción

### Creación y desarrollo
Alejandro Torres concibió la idea de Operación Barrio Inglés en 2018, cuando su productora, Emociona Media, y TVE estaban buscando ideas para una serie sobre la historia de España contada desde una perspectiva que debían considerar "entretenida y curiosa". Motivado por su interés desde pequeño por el barrio obrera de Huelva y por el papel de la ciudad en la Segunda Guerra Mundial, además del entonces reciente estreno de Aliados y la creciente popularidad de El tiempo entre costuras, Torres decidió crear una serie de espías ambientada en la Huelva de la época de la Segunda Guerra Mundial, inspirada en la película estadounidense Casablanca.
Ese mismo año, Virginia Yagüe y Pablo Tobías fueron contratados para desarrollar la serie, llegando a escribir los guiones de los dos primeros capítulos, pero ambos se fueron de la serie después de un viraje de enfoque que desembocó en divergencias creativas. En 2019, después de una etapa de incertidumbre acerca del futuro del proyecto, Manuel Ríos San Martín, Victoria dal Vera y Tatiana Rodríguez fueron contratados para desarrollar una segunda versión de la serie, con un mayor enfoque en los géneros de aventuras y thriller que la versión de Yagüe y Tobías, de la cual realizaron la biblia y los guiones de los tres primeros capítulos, pero el desarrollo volvió a detenerse en 2020 cuando estalló la pandemia del coronavirus. Después de que el director de ficción de RTVE, José Pastor, reactivase el proyecto, José Ortuño fue contratado en octubre de 2022 para hacer algunos reajustes al trabajo hecho hasta la fecha y participar en las versiones finales de los guiones.
La versión final del proyecto recibió la luz verde por parte de TVE en junio de 2022.

### Rodaje
El 4 de mayo de 2023, se anunció que TVE había iniciado el rodaje de Operación Barrio Inglés, con Aria Bedmar, Peter Vives y Rubén Cortada como protagonistas, y que tendría lugar en diferentes localizaciones de Huelva, Sevilla y Jerez de la Frontera. El 18 de agosto de 2023, uno de los co-creadores de la serie, Manuel Ríos San Martín, anunció en Instagram que el rodaje de la serie había concluido.

## Lanzamiento y marketing
El 16 de febrero de 2024, TVE sacó el primer tráiler de Operación Barrio Inglés y anunció que tendría su estreno mundial en el Festival de Málaga el 3 de marzo de 2024. El 6 de abril de 2024, TVE anunció que la serie se estrenaría en La 1 el 10 de abril de 2024. El 15 de abril de 2024, La 1 eliminó la serie del prime time de los miércoles debido a su fracaso en audiencias, aunque aclaró que volvería a emitirse la semana siguiente en un día y hora por determinar. El 22 de abril de 2024, La 1 anunció que la serie sería movida al prime time de los domingos a partir del 28 de abril de 2024, con la emisión de dos capítulos por semana hasta el final de la serie.

## Recepción
Operación Barrio Inglés ha recibido críticas generalmente positivas por parte de los críticos. Juan Arcones de El Televisero escribió que "ya solo desde el comienzo nos damos cuenta que estamos ante una propuesta diferente" y que la serie "funciona. Sobre todo gracias a su aspecto visual, muy cuidado y medio", además de añadir del primer capítulo que "funciona como una especie de prólogo, y empieza a animarse hacia el final", aunque criticó que esta decisión "da la impresión de que podría haberse contado mucho más" y de la interpretación de Peter Vives dijo que "empieza demasiado hierático, y demasiado concentrado en hacerlo bien", concluyendo que la serie "funciona a casi todos los niveles [...] salvo algunos detalles que aún faltan por pulir, TVE tiene un éxito entre manos". Mario Cerdeño Salinero de Los Lunes Seriéfilos escribió que el primer capítulo le "parece muy atractivo, a pesar de que le falta algo de espectacularidad, ritmo, tensión e intensidad" y que "tiene todos los ingredientes para convertirse en un thriller de espías más que potable y atractivo", además de destacar el apartado estético diciendo que "consigue construir una atmósfera propicia para el tipo de relato que es [...] dentro de los presupuestos que se manejan en la televisión pública, ha habido un gran esfuerzo por dar un buen empaque a la serie y su historia", concluyendo que "promete ser un thriller de espías que va a ir creciendo en intensidad y ritmo. Si esto ocurre, sin duda, esta serie tiene muy buena pinta".